# Fotogramas de Plata al millor actor de teatre
Els Fotogramas de Plata són uns premis que lliura anualment la revista cinematogràfica espanyola Fotogramas. Els premis a les pel·lícules —estrangeres i nacionals— són a càrrec de la crítica especialitzada i els concedits als intèrprets són triats pel públic.
El 5 de febrer de 1951 es van lliurar al Cinema Alexandra de Barcelona els primers Fotogramas de Plata, corresponents a 1950. Aquests premis van néixer com a Placas San Juan Bosco.
Les categories premiades han variat al llarg de les seves seixanta edicions, així com la manera de selecció i el nombre de candidats, no distingint-se fins a 1982 entre interpretació masculina i femenina en cinema, fins a 1990 en televisió i fins a 1996 en teatre.

## Llista de premis

### Dècada de 1990
| Guanyador | Candidats                                                        |                                                                                            |
| 1996      | 1996                                                             | 1996                                                                                       |
| --------- | ---------------------------------------------------------------- | ------------------------------------------------------------------------------------------ |
|           | Tricicle (1) per Entretrés                                       | - Toni Cantó per La gata sobre el tejado de zinc - Josep Maria Pou per Àngels a Amèrica    |
| 1997      |                                                                  |                                                                                            |
|           | José Sacristán (1) per El hombre de La Mancha                    | - Joel Joan per Sóc lletja - Karra Elejalde per La kabra tira al monte                     |
| 1998      |                                                                  |                                                                                            |
|           | Josep Maria Flotats per Arte                                     | - Juan Luis Galiardo per Las últimas lunas - Carlos Larrañaga per Las mujeres de Jack      |
| 1999      |                                                                  |                                                                                            |
|           | Juan Echanove per Cómo canta una ciudad de noviembre a noviembre | - Adolfo Marsillach per ¿Quién teme a Virginia Woolf? - Juan Diego per El lector per horas |

### Dècada de 2000
| Guanyador | Candidats                                                         |                                                                                           |
| 2000      | 2000                                                              | 2000                                                                                      |
| --------- | ----------------------------------------------------------------- | ----------------------------------------------------------------------------------------- |
|           | Lluís Homar per Hamlet per Solness, el constructor Speed-the-plow | - Juan Echanove per El verdugo - Joan Pera per La jaula de las locas                      |
| 2001      |                                                                   |                                                                                           |
|           | José Sacristán (2) per My Fair Lady per La muerte de un viajante  | - Joaquim Kremel per La jaula de las locas - Pepón Nieto per La cena de los idiotas       |
| 2002      |                                                                   |                                                                                           |
|           | Tricicle (2) per Sit                                              | - Emilio Gutiérrez Caba per El príncipe y la corista - Antonio Valero per Defensa de dama |
| 2003      |                                                                   |                                                                                           |
|           | Javier Cámara per Como en las mejores familias                    | - Asier Etxeandía per Cabaret - Joel Joan per Glengarry Glen Ross                         |
| 2004      |                                                                   |                                                                                           |
|           | Josep Maria Pou per El rey Lear                                   | - Carmelo Gómez per La cena - Héctor Alterio per Yo, Claudio                              |
| 2005      |                                                                   |                                                                                           |
|           | Gabino Diego per Una noche con Gabino                             | - Juan Diego per El pianista - José Sacristán per Almacenados                             |
| 2006      |                                                                   |                                                                                           |
|           | Eduard Fernández per Hamlet                                       | - José Mota per Los productores - Josep Maria Pou per La cabra o ¿quién es Sylvia?        |
| 2007      |                                                                   |                                                                                           |
|           | Luis Merlo (1) per Gorda                                          | - Fran Perea per Fedra - José Luis García Pérez per Closer                                |
| 2008      |                                                                   |                                                                                           |
|           | Juan Diego Botto per Hamlet                                       | - Paco León per ¿Estás ahí? - Jordi Rebellón per Mentiras, incienso y mirra               |
| 2009      |                                                                   |                                                                                           |
|           | Sergi López i Ayats per Non solum                                 | - Pepón Nieto per Sexos - Pepe Viyuela per El pisito                                      |

### Dècada de 2010
| Guanyador | Candidats                                              | |
| 2010      | 2010                                                   | 2010                                                                                               |
| --------- | ------------------------------------------------------ | -------------------------------------------------------------------------------------------------- |
|           | Luis Merlo (2) per Tócala otra vez, Sam                | - Javier Cámara per Realidad - Fernando Tejero per Piedras en los bolsillos                        |
| 2011      |                                                        | |
|           | Paco León per The Hole                                 | - Héctor Alterio per La sonrisa etrusca - Viggo Mortensen per Purgatorio                           |
| 2012      |                                                        | |
|           | José Sacristán (3) per Yo soy Don Quijote de la Mancha | - Pablo Carbonell per Sin paga, nadie paga - Juan Diego Botto per Un trozo invisible de este mundo |
| 2013      |                                                        | |
|           | Asier Etxeandía per El intérprete                      | - Juan Echanove per Conversaciones con mamá - Luis Merlo per El crédito                            |
| 2014      |                                                        | |
|           | Roberto Álamo per Lluvia constante                     | - Juan Diego per Sueños y visiones de Ricardo III - Lluís Homar per Terra Baixa                    |
| 2015      |                                                        | |
|           | Pedro Casablanc per Ruz-Bárcenas                       | - Álex García per El burlador de Sevilla - Edu Soto per Cabaret                                    |
| 2016      |                                                        | |
|           | José Sacristán (4) per Muñeca de porcelana             | - Fran Perea per La estupidez. - Edu Soto per Incendios.                                           |
| 2017      |                                                        | |
|           | Luis Merlo (3) per El test                             | - Ernesto Alterio per Troyanas. - José Luis García-Pérez per El cartógrafo.                        |
| 2018      |                                                        | |
|           | Ricardo Gómez per Mammón.                              | - Juan Echanove per Rojo. - Josep Maria Pou per Moby Dick.                                         |

## Estadístiques

### Actors més premits
- 4 premis: José Sacristán (5 candidatures)
- 3 premis: Luis Merlo (4 candidatures)
- 2 premis: Tricicle (2 candidatures)

### Actors més vegades candidats
- 5 candidatures: José Sacristán (4 premis)
- 4 candidatures: Luis Merlo (3 premis)
- 4 candidatures: Josep Maria Pou (1 premi)
- 4 candidatures: Juan Echanove (1 premi)
- 3 candidatures: Juan Diego (0 premis)